# Lançarote de Lagos
Lançarote de Lagos,  também conhecido como Lançarote de Freitas, foi um navegador português do século XV.

## Biografia
Lançarote de Lagos, natural de Lagos, realizou várias viagens a África com objectivos comerciais, sob autorização do Infante D. Henrique, de quem era escudeiro e moço de câmara.
Na sua primeira viagem, em 1444, conta-se que capturou cerca de 200 escravos. Estes, segundo Gomes Eanes de Zurara, foram vendidos em Lagos.
Mais tarde, participou, junto com Gil Eanes, numa expedição armada a Tider, com o objectivo de combater os mouros que se opunham aos planos do Infante D. Henrique.
Tendo adquirido sua licença, a companhia de Lagos equipou uma frota de seis navios e cerca de trinta homens que partiram para os bancos de Arguin na primavera de 1444. Os seis capitães normalmente são registrados como:
- 1. Lançarote de Freitas
- 2. Gil Eanes
- 3. Estêvão Afonso
- 4. Rodrigo  Álvares
- 5. João Dias
- 6. incerteza (dada várias vezes como Martim Vicente, Gil Vasques, João Bernaldez ou até Gonçalo de Sintra).

A frota de Lançarote dirigia-se diretamente para o extremo sul da Baía de Arguin, onde os prisioneiros de Nuno Tristão lhes disseram que poderiam ser encontrados populosos assentamentos de pesca. Um ataque antes do amanhecer na ilha de 'Nar' ( Nair rendeu o primeiro conjunto de cativos. Isto foi seguido por incursões na maior ilha vizinha de  Tider  (Tidra ilha) e  Cerina  (península de Serenni). Em apenas alguns dias, a frota de Lagos levara 235 nativos berberes cativos. A população restante fugiu dos assentamentos costeiros e se escondeu no sertão, não havia muito sentido permanecer na área. Em agosto, a frota havia retornado a Lagos com sua carga humana.
O espetáculo do desembarque, da divisão e da venda dos escravos de Arguin em Lagos, na presença do infante D. Henrique, montado em seu cavalo, é descrito com detalhes tristes em Crónicas de Zurara.

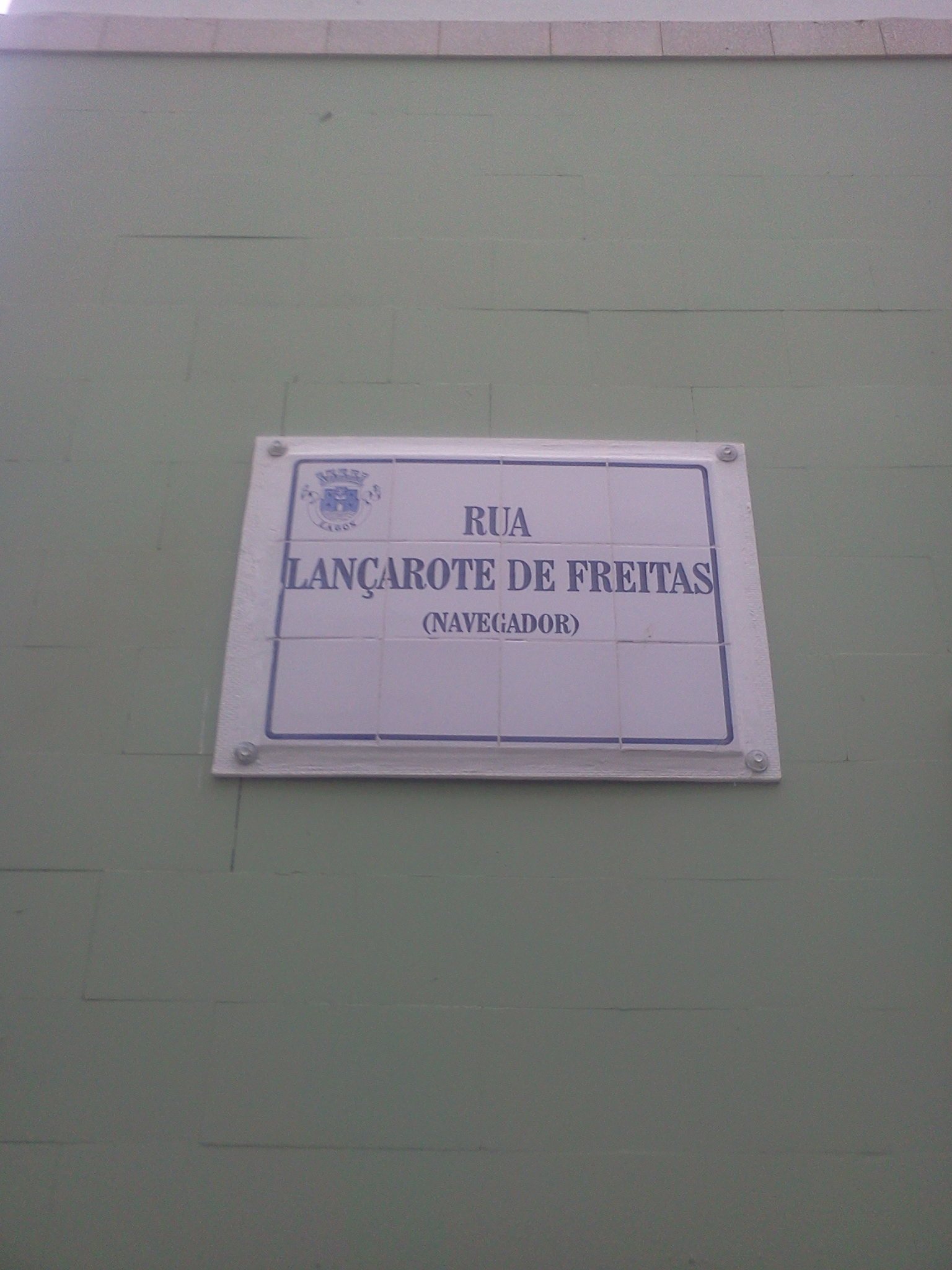
Placa toponímica da Rua Lançarote de Freitas, em Lagos.

## Homenagens
O nome de Lançarote de Freitas foi colocado numa rua na cidade de Lagos.